# Stazione di Hengelo
La stazione di Hengelo è la principale stazione ferroviaria di Hengelo, Paesi Bassi.